# بيليو
بيليو هي قرية تقع في إقليم أراد في رومانيا. تبعد عن أراد 77 كم.

## السكان
حسب إحصائيات 2002 بلغ عدد سكان القرية 3,320 نسمة.